# Абу-Бакр II (шеху Борну)
Абу-Бакр (Абубакар, Абу-Букар) II Гарбаї (Джарбай) (*д/н — 1922) — 11-й шеху Борну в 1902 році, 1-й шеху емірату Борну (в складі британського протекторату Нігерія) в 1902—1922 роках. Повне ім'я Абу-Бакр ібн Ібрагім аль-Амін аль-Канемі.

## Життєпис
Походив з династії Канемі. Син шеху Ібрагіма I. Народився в Кікаві. У 1902 році після повалення свого брата Умара II був оголошений німецькою колоніальною владою новим шеху Борну.
Йому було запропоновано викупити французьке покровительство за 80 тис. доларів. Не маючи таких коштів в 1902 році втік до Канему, знайшов прихисток в британців у м. Монгуно, де оголошений був шеху емірату Борну, що став частиною британського протекторату Північна Нігерія. В свою чергу німці в Дікві оголосили про створення емірату Діква на чолі із шеху Умаром (відомим як Санда Мандара), стриєчним братом Абу-бакра II Габраї.
Разом з тим проти шеху емірату Борну повстав Ахмад аль-Сенуссі, родич загиблого 1900 року султана Рабіха аз-Зубайра. Боротьба з ним велася до 1905 року. Перемога була здобута лише за підтримки британських колоніальних військ.
Абу-Бакр II після зміцнення влади 1907 року переносить столицю до Єрви. Залишався вірним Великій Британії увесь час правління. 1914 року разом з еміратом увійшов до колонії і протекторату Нігерія.
Під час Першої світової війни надав допомогу британцям в окупації німецького Камеруну. Помер 1922 року. Йому спадкував брат Умар II.